# Wincenty Sławęcki
Wincenty Sławęcki (ur. 1808 lub 1811 w Maleszowej, zm. 1876 w Rouen) – polski inżynier pracujący we Francji, emigrant po powstaniu listopadowym. 
Urodził się jako syn Józefa Sławęckiego (zm. 1813) herbu Jastrzębiec i Józefy z Romanowskich (2° voto Teofilowej Kenig). Z drugiego małżeństwa matki jego przyrodnimi braćmi byli Józef i Jan Kenigowie. Wychowywał się w Płocku, gdzie jego ojczym pełnił urząd generalnego kontrolera skarbu w województwie. 
W r. 1827 wstąpił na Wydział Nauk i Sztuk Pięknych Uniwersytetu Warszawskiego, studiując budownictwo i miernictwo. Rok później zaczął uzupełniać swoje wykształcenie o studia matematyczne na Wydziale Filozoficznym tej samej uczelni. Wziął udział w powstaniu listopadowym jako podporucznik w 3 pułku ułanów. Po powstaniu wyemigrował do Francji. Kontynuował tam studia inżynierskie w paryskiej École Centrale des Arts et Manufactures, specjalizując się w górnictwie. Pełnił później funkcję inżyniera w Rouen. Sławęcki skonstruował nowy typ silnika parowego. 
Ożenił się z Francuzką, Antoinette Roger (1826–1908). Miał z nią jedną córkę, Marię Antoninę Józefinę (1850–1909), która poślubiła Władysława Teodora Kisiel-Kiślańskiego, polskiego inżyniera, znanego działacza społecznego i przedsiębiorcę. Córka Sławęckiego osiadła z mężem w Warszawie, nie mieli jednak dzieci. 
Sławęcki zmarł w Rouen i tam został pochowany. 